# Minettia imparispinosa
Minettia imparispinosa är en tvåvingeart som beskrevs av Mitsuhiro Sasakawa 2001. Minettia imparispinosa ingår i släktet Minettia och familjen lövflugor. Inga underarter finns listade i Catalogue of Life.